# ベラネ
ベラネ（モンテネグロ語: Беране / Berane、発音: [bɛ̂ranɛ]）とは、モンテネグロにある都市。かつてはイヴァングラードと称していた。

## 歴史
ベラネは中世、ブディミリャ（Budimlja）として知られていた。中世のセルビア人国家ラシュカの主要都市となり、1219年にサワがセルビア人の土地で初となる主教座を置き、12世紀末にはこの地にはジュルジェヴィ・ストゥポヴィ（Đurđevi Stupovi）修道院が設立された。修道院には7人の主教と9人の府主教がおり、聖堂内には文学と美術を学べる環境があった。その後も多くの聖堂が建立され、宗教的な重要拠点となっていった。しかし、その後350年以上にわたり大主教位は空位の状態が続いた。また、この地域に2番目に出来た聖堂は1738年にオスマン帝国により破壊されている。
1455年まで現在のベラネに相当する領域はセルビア人国家の領域に留まっていたが、この年にオスマン帝国が同地を侵略し、ビホル（Bihor）とともに帝国に吸収された。その後、17世紀半ばまではベラネ周辺の谷はセルビア人が居住していたが、飢饉の発生により、セルビア人はこの地を去った。そして、オスマン帝国はムスリムに対して一帯の土地を分配した。
1804年から始まった第一次セルビア蜂起でジョルジェ・ペトロヴィチ（カラジョルジェ）がノヴィ・パザルで蜂起を始めた後に、この地に残っていた正教会信者も蜂起を始めた。その後も度重なる抵抗により、最終的に1862年4月7日、ルデスの戦いでセルビア・モンテネグロ聯合軍が勝利すると、オスマン帝国はこの地から撤退し、1912年に自由を得た。
第二次世界大戦の中途、ユーゴスラビアのパルチザンとチェトニックによる激戦が行われ、1944年から翌1945年にかけて4000人もの死者を出した。
戦後の1949年7月から1992年3月まで、街の名前はイヴァングラードとなっていたが、1992年にベラネの名に戻された。

## 文化

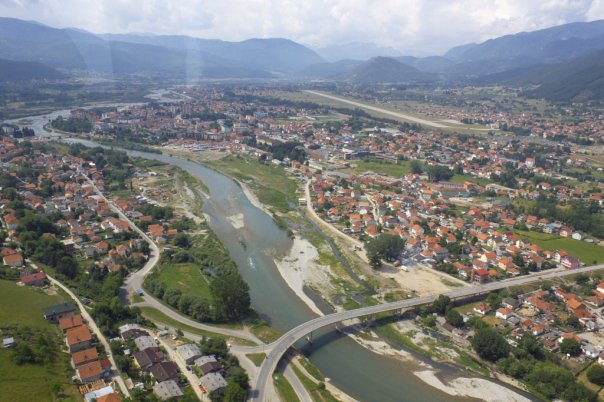
風景

この地域における文化はセルビア大主教の影響を伝統的に受けており、セルビア人の残した礎石等も見つかっており、昨今では段段と多くの学術組織がこの地の文化を扱うようになってきている。また、ミハイロ・ラリッチやドゥシャン・コスティッチ、ラドヴァン・ゾゴヴィッチ等の文筆家も輩出している他、ヨヴァン・ゾニッチ、ミショ・ポポヴィッチ等の画家も輩出している。

## 教育
13の小学校と4の中等学校、1つの音楽学校がベラネにはある他、4つの高等教育機関があり、それぞれ交通およびコミュニケーション、教員養成、医療、コンピュータを教えている。また、科学の研究機関はないものの、ベラネは多くの科学者の卵を輩出している。

## 経済
ベラネはユーゴスラビア紛争による経済混乱から数多くの企業が倒産し、モンテネグロ国内でも有数の貧しい都市となった。1960年代から1970年代にかけて産業化が進んだときに、農業から製造業への転換が図られたが、その後の経済混乱により製造業が低迷し、厳しい状況に陥っている。付加価値を産生している企業はわずかにとどまり、これらの工場の労働者には保険が掛けられておらず、地域への貢献度は低い。現在の市内の雇用人数は役3000人に留まっている。

## 競技

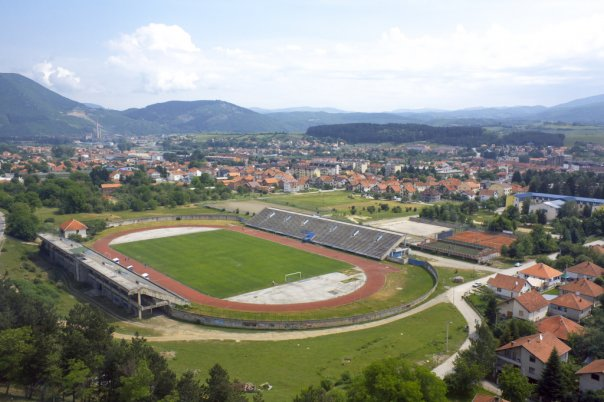
グラツキ・スタディオン

ハンドボールチームのRKベラネを始めとし、卓球のSTKブディム、サッカーのFKベラネ、バスケットボールのKKリム、ボクシングのバチョ・キング、BKラドニチュキ・ベラネ等のチームがある。また市内にあるグラツキ・スタディオンは11,000人を収容でき、モンテネグロ国内で2番目に大きい競技場である。

## 人口
市中心部の人口:
- 1981年 - 12,720人
- 1991年 - 12,267人
- 2003年 - 11,776人

市全域の人口:
- 1948年 - 27,646人
- 1953年 - 30,316人
- 1961年 - 34,280人
- 1971年 - 40,385人
- 1981年 - 42,060人
- 1991年 - 38,953人
- 2003年 - 35,068人

民族分布（1991年）:
- 正教徒モンテネグロ人 (22.70%)

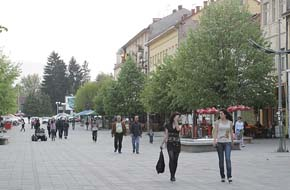
大通り

- ムスリム・モンテネグロ人 (35.57%)
- セルビア人 (41.43%)

民族分布（2003年）
| 民族           | 人数   | 比率   |
| -------------- | ------ | ------ |
| セルビア人     | 16,939 | 41.43% |
| モンテネグロ人 | 9,282  | 22.70% |
| ボシュニャク人 | 8,994  | 22.00% |
| ムスリム人     | 2,994  | 7.32%  |
| ロマ人         | 133    | 0.33%  |
| クロアチア人   | 50     | 0.12%  |
| アルバニア人   | 41     | 0.10%  |
| その他         | 222    | 0.54%  |
| 未表明         | 223    | 0.55%  |
| データなし     | 837    | 2.05%  |
| 総計           | 40,885 | 100%   |

## 交通
ベラネには2車線道路が通っており、35km先にはビイェロ・ポリェがあり、そこを経由してポドゴリツァ、セルビアやアドリア海へと向かう事が出来る。また、市内にあるベラネ空港は現在使用されていないものの、修復して地域空港として活用する計画がある。現在空路を使うためにはポドゴリツァ空港を利用する必要がある。

## 姉妹都市
- イタリア テーラモ
- セルビア ベオグラード チュカリツァ地区
- ロシア コストロマ